# Kubánská hymna
Hymna Kuby je El Himno de Bayamo (česky bayamská hymna). Bayamo je kubánské město v provincii Granma, ve kterém hymna poprvé zazněla. Napsal ji v roce 1868 Perucho Figueredo.

## Text hymny
Cuba Al combate corred bayameses

Que la patria os comtempla orgullosa

No temais una muerte gloriosa

Que morir por la patria es vivir

En cadenas vivir es morir

En afrenta y oprobio sumidos

Del clarin escuchad el sonido

Alas armas valientes corred.
Překlad do češtiny:

Do boje spějte, Bayamští,

vlast na vás hrdě hledí,

nemějte strach ze slavné smrti,

zemřít za vlast znamená žít.
Žít v řetězech znamená zemřít

v potupě a ponížení.

Slyšte hlas polnice,

odvážně se chopte zbraní. 